# 러브 셔플
《러브 셔플》(ラブシャッフル, Love Shuffle)은 2009년 1월 16일부터 3월 20일까지 도쿄 방송에서 방송된 타마키 히로시가 주연을 맡은 일본 드라마이다.

## 등장인물
- 우사미 케이(29) - 타마키 히로시

이 작품의 주인공이다. 일류 IT기업 과장.
- 아이자와 아이루(25) - 카리나

3개국어가 가능한 프리 통역사이다.
- 세라 오지로(26) - 마츠다 쇼타

여성 그라비아전문 프로카메라맨이다.
- 오오이시 유키치(29) - DAIGO (BREAKERZ)

- 하야카와 카이리(19) - 요시타카 유리코

- 카미조 레이코(34) - 코지마 히지리

- 카가와 메이(25) - 칸지야 시호리

- 키쿠타 마사토(32) - 타니하라 쇼스케

## 주제가
- 주제가 〈FANTASY〉 어스 윈드 앤드 파이어
- 삽입곡 〈ETERNAL FLAME〉 뱅글스

## 방송일·부제목·시청률
| 각 화                                                         | 방송일          | 부제목                         | 연출              | 시청률 |
| ------------------------------------------------------------- | --------------- | ------------------------------ | ----------------- | ------ |
| 제1화                                                         | 2009년 1월 16일 | 애인교환 할래?                 | 도이 노부히로     | 10.0%  |
| 제2화                                                         | 2009년 1월 23일 | 운명의 상대는 한 명 뿐인가요?  | 도이 노부히로     | 10.7%  |
| 제3화                                                         | 2009년 1월 30일 | 사랑인가 우정인가              | 야마무로 다이스케 | 8.2%   |
| 제4화                                                         | 2009년 2월 6일  | 너를 지키는건 나야             | 야마무로 다이스케 | 9.6%   |
| 제5화                                                         | 2009년 2월 13일 | 나의 취직과 풀에서의 고백      | 도이 노부히로     | 8.9%   |
| 제6화                                                         | 2009년 2월 20일 | 옛 애인을 닮은건 너야          | 坪井敏雄          | 8.3%   |
| 제7화                                                         | 2009년 2월 27일 | 보름달 뜬 밤의 고백            | 도이 노부히로     | 7.6%   |
| 제8화                                                         | 2009년 3월 6일  | 키스는 갑자기 불과 같이        | 坪井敏雄          | 7.5%   |
| 제9화                                                         | 2009년 3월 13일 | 사랑의 반대는 고독이었다       | 야마무로 다이스케 | 7.0%   |
| 제10화 (최종화)                                               | 2009년 3월 20일 | 운명의 상대와 다시 만나기 위해 | 도이 노부히로     | 10.1%  |
| 평균 시청률: 8.79% (시청률은 간토 지방·비디오 리서치 사 조사) |                 |                                |                   |        |